# Acapulco, prima spiaggia... a sinistra
Pour plus de détails, voir Fiche technique et Distribution.
Acapulco, prima spiaggia... a sinistra est une comédie italienne réalisée par Sergio Martino et sortie en 1983.

## Synopsis
Gigi et Andrea sont deux trentenaires indolents, toujours dépendants de leurs parents, qui n'ont qu'une chose en tête : le sexe. C'est l'été et ils rêvent de passer des vacances aventureuses sur les plages d'Acapulco au Mexique. Compte tenu de leurs maigres moyens financiers, ils doivent se contenter de Cesenatico et de la pension sordide tenue par la tante de Gigi. Ils y font d'innombrables tentatives de drague qui échouent régulièrement. Pour conquérir une jolie buraliste, ils achètent des dizaines et des dizaines de boîtes d'allumettes, se font d'abord battre par son petit ami, puis provoquent un incendie dans la chambre de la pension où ils séjournent.
Après avoir courtisé une femme mariée pendant des jours et avoir été humiliés à plusieurs reprises par son petit fils, ils subissent les foudres de son mari jaloux. Ils vont même jusqu'à contacter une entreprise de baby-sitting en prétendant avoir besoin de l'un d'entre eux pour un enfant, mais se ridiculisent une fois de plus. Le dernier jour, ils sont pris pour les riches propriétaires d'un yacht par deux plantureuses filles méridionales, qu'ils parviennent à inviter à dîner. Cependant, au cours du dîner dans une trattoria grossière, les filles découvrent la vérité et les abandonnent d'une manière désagréable.
Tout de suite après, ils sont pris en charge par un riche couple d'Anglais ivres et prêts à payer Andrea pour qu'il couche avec eux. Mais même dans la villa du couple, Gigi et Andrea n'arrivent à rien, et le lendemain, le couple, désormais sobre, les prend pour deux voleurs. C'est alors que, sans le sou et sans même leurs valises de vêtements, ils sont contraints de retourner à Bologne, une ville déserte, le 15 août. Là, ils parviennent enfin à passer une bonne soirée avec les deux seules filles restées en ville : la coiffeuse Miranda et une de ses amies sardes.

## Fiche technique
- Titre original italien : Acapulco, prima spiaggia... a sinistra ou Facciamo del nostro peggio[1]
- Réalisation : Sergio Martino
- Scénario : Sergio Martino, Massimo Franciosa
- Photographie : Giuseppe Pinori (it)
- Montage : Eugenio Alabiso
- Musique : Detto Mariano
- Décors : Sergio Canevari
- Costumes : Barbara Canevari
- Production : Luigi Borghese, Manuel Laghi
- Société de production : Cinematografica Alex
- Pays de production :  Italie
- Langue originale : italien
- Format : Couleurs - 1,85:1
- Genre : comédie
- Durée : 88 minutes
- Date de sortie : 
  - Italie : 2 février 1983

## Distribution
- Andrea Roncato : Andrea
- Gigi Sammarchi : Gigi
- Simona Marchini : Deborah
- Giorgio Trestini : Raul
- Gegia : Miranda
- Annabella Schiavone : Zelmaide, la tante de Gigi
- Adriana Innocenti : la mère d'Andrea
- Anna Kanakis : Marina
- Cinzia Berni : Lory
- Patrizia Focardi : Silvana
- Mirella Banti : la fille du buraliste
- Clarita Gatto : Marta
- Serena Grandi : personnage de cinéma
- Jimmy il Fenomeno : serveur
- Mara Maionchi : la mère d'Andrea
- Daniela Basile : Cesarina
- Laurie Sherman : femme ivre
- Jacques Stany : mari de la femme ivre
- Nicoletta Piersanti : Romilda
- Nanni Saturno : Diomède
- Fausta Pittoni : Bonaria Puddu
- Angelo Botti : directeur de l'agence de baby-sitting
- Sabina Jager : baby-sitter

## Production
Facciamo del nostro peggio était le titre provisoire utilisé pendant le tournage du film, tourné pendant l'été 1982.

## Accueil
Le film a rapporté 432 665 000 lires et s'est classé 71e du box-office Italie 1982-1983.